# Ploegsteert
Ploegsteert ( Picard : Ploster ) è un villaggio belga della Vallonia e un distretto del comune di Comines-Warneton, situato nella provincia dell'Hainaut.
È l'insediamento più occidentale della Vallonia. Si trova a circa 2 chilometri (1,2 miglia) a nord del confine francese. Creato nel 1850 su parte del territorio di Warneton , comprende la frazione di Le Bizet, che è il confine con la Francia (in Francia esiste anche una frazione denominata "Le Bizet"). È in gran parte francofono, con strutture per chi parla olandese.
Tra la fine del 1914 e l'inizio del 1915, il vicino bosco di Ploegsteert fu teatro di aspri combattimenti della prima guerra mondiale. Oggi ci sono numerosi cimiteri e memoriali, tra cui il cimitero CWGC di Hyde Park Corner (Royal Berks) e l'estensione del cimitero CWGC di Berks con il memoriale ai dispersi di Ploegsteert, che commemora più di 11.000 militari britannici e dell'Impero che morirono fuori dall'Ypres Salient e hanno nessuna tomba conosciuta. Da gennaio a maggio 1916, Winston Churchill prestò servizio nell'area come comandante (tenente colonnello) del 6º battaglione dei Royal Scots Fusiliers.
Come parte di Comines-Warneton, Ploegsteert è stata dichiarata città gemella di Wolverton, nel Buckinghamshire, Inghilterra, nel 2006; questo è stato in parte avviato dal ritrovamento di lettere di un soldato di 16 anni di Wolverton di nome Albert French. È sepolto nel cimitero di Hyde Park Corner (Royal Berks), appena fuori dal villaggio.
Il paese ospita un museo della falegnameria.